# Eleccions regionals de la Vall d'Aosta de 1983
Les eleccions per a renovar el Conseil de la Vallée / Consiglio Regionale de la Vall d'Aosta se celebraren el 25 de juny de 1983.

## Resultats electorals
| ← Eleccions regionals de la Vall d'Aosta, 1983 → |        |        |        |
| Partits                                          | vots   | (%)    | escons |
| Union Valdôtaine (UV)                            | 20.495 | 27,10% | 9      |
| Democràcia Cristiana Italiana (DC)               | 15.973 | 21,12% | 7      |
| Partit Comunista Italià (PCI)                    | 13.567 | 17,94% | 6      |
| DP - UVP                                         | 7.891  | 10,43% | 4      |
| Partit Socialista Italià (PSI)                   | 5.902  | 7,80%  | 3      |
| Partit Socialista Democràtic Italià (PSDI)       | 2.418  | 3,20%  | 1      |
| Partit Republicà Italià (PRI)                    | 1.905  | 2,52%  | 1      |
| Nova Esquerra Vall d'Aosta                       | 1.661  | 2,20%  | 1      |
| Moviment Social Italià-Dreta Nacional (MSI)      | 1.474  | 1,95%  | 1      |
| Artesans i Comerciants Valdostans (ACV)          | 1.239  | 1,64%  | 1      |
| Llista per la Zona Franca                        | 852    | 1,13%  | -      |
| Total                                            | 75.641 | 100,00 | 35     |

Fonts: Ministero dell'Interno, ISTAT, Istituto Cattaneo, Consell Regional de la Vall d'Aosta